# Участковый (роман)
«Участковый» — роман российского писателя-фантаста Сергея Лукьяненко в соавторстве с Алексом де Клемешье, третий в межавторском цикле «Дозоры Сергея Лукьяненко», рассказывающем о вымышленном мире Иных. Роман был впервые опубликован издательством «АСТ» в 2014 году.
В мире «Дозоров» возникает новая Сила. В сибирской тайге обитает непостижимое человеческим разумом Зло, с которым много лет договаривались местные шаманы. Однако, в 1972 году Ночной Дозор принимает решение основать там своё отделение.
В 2015 году роман был номинирован на премию «РосКон» в номинации «Межавторский проект».
В 2014 году издательство «Аудиокнига», входящее в холдинг «Издательская группа АСТ», записало аудиокнигу по роману. Аудиокнига продолжительностью 17 часов 23 минуты вышла на двух CD-дисках в серии «Наша фантастика». Текст в музыкальном сопровождении читает Валерий Смекалов